# Jerina Dushmani
Jerina Dushmani, vaak aangeduid als Prinses van Zadrima, was een middeleeuwse Albanese prinses. Vanwege haar schoonheid en intelligentie  werd ze vergeleken met Helena van Troje uit de Griekse mythologie.
Jerina haar dynastie Dushmani regeerde over gebieden dat overeenkomen met het noordwesten van het moderne Albanië. Haar vader Lekë Dushmani was tevens een van de vooraanstaande figuren bij de Liga van Lezhë. Een militaire Albanese alliantie tegen het Ottomaanse Rijk.
Vanwege haar uiterlijk was Jerina geliefd onder de Albanese adellijke families. Haar wens was om te trouwen met prins Lekë Zaharia, met wie ze verloofd was, tot onvrede van prins Lekë Dukagjini. In 1445 werden leden van de Albanese adel uitgenodigd op het huwelijk van Muzaka Thopia en Mamica Kastrioti. Nadat Irene binnenkwam ontstond er een grote vechtpartij tussen de bedronken Zaharia en Dukagjini. Na het gevecht werd Dukagjini vernederd door de aanwezigen. Twee jaar later werd prins Zaharia vermoord. Waar alle ogen gericht waren op Lekë Dukagjini, was het Nikollë Dukagjini die Zaharia vermoordde.
Jerina weigerde echter een ander huwelijk en na de dood van Zaharia leidde ze een leven als non in Italië. Ze zwoer dat haar lichaam vlak bij het graf van prins Lekë Zaharia zou worden gebracht.